# Il bruto e la bella
Il bruto e la bella (The Bad and the Beautiful) è un film del 1952 diretto da Vincente Minnelli. Fu presentato nella selezione ufficiale della 14ª Mostra internazionale d'arte cinematografica di Venezia (1953).
(Kirk Douglas in un'intervista a Films and Filming, 1972)

## Trama

### Prologo
Harry Pebbel, uno dei più noti produttori di Hollywood, convoca nel proprio ufficio l'attrice Georgia Lorrison, il regista Fred Amiel e lo sceneggiatore James Lee Bartlow. Pebbel sta per ricevere la telefonata di Jonathan Shields, un produttore finito in disgrazia e autoesiliatosi a Parigi, il quale è intenzionato a chiedere l'aiuto dei quattro colleghi per realizzare il film del proprio rilancio.
In attesa della chiamata, Georgia, Amiel e Bartlow rievocano a turno in flashback le loro passate esperienze con Shields e ripercorrono le dolorose circostanze che li hanno portati a troncare ogni rapporto con lui.

### I flashback

#### Fred Amiel
Al funerale del padre, un pioniere del cinematografo, il giovane Jonathan Shields è costretto a pagare dei figuranti affinché assistano alla cerimonia, poiché non vi è nessun altro parente o amico che presenzi alle esequie. Nell'occasione conosce Fred Amiel, un giovane appassionato di cinema che si guadagna da vivere come comparsa e attrezzista a Hollywood, ma che sogna di diventare un grande regista. Shields e Amiel diventano amici e stringono un sodalizio professionale che li porta a diversi anni di gavetta sui set di film a basso costo, in attesa della grande occasione. Nel frattempo i due frequentano l'ambiente del cinema, partecipando a diversi ricevimenti mondani.
Nel 1935 Shields riesce a farsi assumere come soggettista dal produttore Harry Pebbel e in pochi anni produce 11 film a basso costo, alcuni dei quali diretti dallo stesso Amiel.
(Harry Pebbel a Jonathan Shields)
Il successo giunge con una pellicola di genere fantastico, con protagonisti uomini-gatto, che ottiene un enorme riscontro di pubblico, lanciando Shields come produttore dalla grande creatività e originalità, malgrado "il soggetto idiota e il preventivo di fame".
(Jonathan Shields a Fred Amiel)
Pebbel vorrebbe subito un sequel, ma le ambizioni di Shields e Amiel si rivolgono alla trasposizione del romanzo "Oltre la montagna", che Amiel ha sceneggiato e che si sente pronto a dirigere.
Shields riesce a ottenere da Pebbel un budget da un milione di dollari, oltre ad assicurarsi quale protagonista maschile Victor Ribera, detto "Gaucho", un famoso divo latino-americano.
Pebbel accetta tutte le condizioni poste dall'ambizioso Shields che, conscio della grande occasione, fa però affidare la direzione del film all'esperto Von Ellstein, un veterano della regia, relegando invece Amiel al semplice ruolo di assistente alla produzione, non ritenendolo ancora all'altezza di dirigere un film dal budget così alto. Deluso e frustrato, Amiel rompe ogni rapporto con Shields, sentendosi tradito e defraudato di un film a cui ha dedicato tanto tempo e in cui ha inutilmente riposto le sue speranze di affermazione.

#### Georgia Lorrison
All'insegna del cinismo e della spregiudicatezza, Shields mantiene il successo ottenuto con "Oltre la montagna" e, lasciato Pebbel, fonda una propria casa di produzione. Tra i generici che si sottopongono a una serie di provini per lui, sceglie la bella Georgia Lorrison, figlia del celebre divo del cinema George Lorrison, da tempo morto alcolizzato. Georgia recita una breve sequenza in un film con Victor Ribera come protagonista, pronunciando una sola battuta. Shields, da sempre ammiratore del defunto Lorrison, è attratto dalla ragazza e intende fare di lei una star, malgrado sia già a conoscenza che Georgia è dipendente dall'alcool come lo era stato il padre. Il produttore si reca a casa di Georgia e la mette di fronte alla realtà, invitandola a smettere di bere, a liberarsi del culto ossessivo nei confronti della memoria del celebre padre (del quale la ragazza conserva una sorta di altare di fotografie e di dischi con incisioni in cui Lorrison declama Shakespeare), e verso il quale ella prova un sentimento di amore-odio.
Malgrado la fragilità di carattere e l'insicurezza, che la portano a ubriacarsi proprio la sera prima dell'inizio delle riprese del nuovo film in cui sarà protagonista accanto a "Gaucho", Georgia mantiene la fiducia riposta in lei da Shields, il quale la segue costantemente sul set, curandone la recitazione ancora legnosa e motivando la sua interpretazione fino a renderla intensa e convincente. Georgia è ormai innamorata di Shields, del cui giudizio si fida ciecamente e, sotto la sua sapiente guida, ottiene un enorme successo personale all'uscita del film.
Al grande ricevimento in onore di Georgia, è proprio Shields a risultare inspiegabilmente assente. La ragazza, desiderando condividere con lui il successo appena conquistato, si reca a casa del produttore, ma lo trova in compagnia di Lila, una provocante attricetta. Ferita e incredula, Georgia viene scacciata da Shields dopo una violenta scenata, grazie alla quale comprende che il produttore si è finto innamorato di lei unicamente per motivarla sentimentalmente e per ottenere da lei l'intensità emotiva necessaria alla sua interpretazione nel film appena uscito sugli schermi.
La mattina successiva Georgia interrompe il contratto con la casa produttrice di Shields e giura di non lavorare mai più per lui.

#### James Lee Bartlow
James Lee Bartlow, professore in una cittadina universitaria, scrive un romanzo che diventa un best seller e viene contattato da Shields, il quale lo invita a Hollywood per lavorare alla trasposizione cinematografica del suo libro. Schivo di carattere e restio a lasciare la tranquilla vita di provincia, Bartlow accetta l'invito con riluttanza e parte con la moglie Rosemary, un'ambiziosa "bella del Sud" che invece è entusiasta delle prospettive che la nuova esistenza hollywoodiana offre alla coppia.
Bartlow inizia a lavorare alla sceneggiatura del suo libro, ma prosegue con difficoltà, sia perché continuamente distratto dalle frivolezze della moglie, sia perché egli mal si adatta all'ambiente del cinema e alla sua mondanità. Per aiutare Bartlow a concentrarsi e a procedere nel lavoro, Shields incoraggia l'amicizia di Rosemary con Victor Ribera, incaricando il divo di intrattenere la donna e di distrarla. Conduce quindi Bartlow in ritiro al Lago Arrowhead ma, dopo pochi giorni, Bartlow apprende casualmente dai giornali che Rosemary e Ribera sono morti in un incidente aereo, e che la stampa non fa che sottolineare l'esistenza di una relazione sentimentale tra i due. Pur sconvolto, Bartlow trova conforto nel lavoro, continuamente incoraggiato da Shields, e porta a termine la sceneggiatura, partecipando anche alle fasi di pre-produzione del film e suggerendo egli stesso come protagonista femminile Georgia Lorrison, che però rifiuta la proposta.
Alla vigilia delle riprese, Shields licenzia il proprio regista Von Ellstein e decide di passare egli stesso dietro la macchina da presa per dirigere il film, intitolato "Terra fiera". Quando però visiona per la prima volta la pellicola montata, Shields comprende che il lavoro sarà quasi certamente un fallimento e si rende conto di aver preteso troppo dalla propria creatività e di pagare la propria inesperienza come regista. Profondamente insoddisfatto, dichiara di voler distruggere il film, malgrado la casa di produzione Shields sia già sull'orlo della bancarotta. È il turno di Bartlow di aiutare Shields, del quale è diventato amico. Bartlow invita il produttore a trascorrere un periodo di riposo a Arrowhead, dove intende lavorare al suo nuovo libro. Durante una banale conversazione prima della partenza, Shields si lascia però sfuggire il ruolo avuto nel combinare la relazione tra Rosemary e Ribera, culminata con la tragica morte dei due. Bartlow comprende la doppiezza di Shields e, dopo averlo colpito con un pugno, lo abbandona alla sua consueta situazione di solitudine.

### Epilogo
Il flashback termina, e Fred Amiel, Georgia Lorrison e James Bartlow si ritrovano ancora in attesa della telefonata di Shields. Harry Pebbel li invita all'indulgenza, ricordando loro che - nonostante tutto - tutti e tre hanno ugualmente raggiunto il successo nelle rispettive categorie artistiche, e che parte di questo successo è comunque da ascriversi all'influenza esercitata da Shields sulle loro vite.
Da Parigi giunge finalmente la chiamata di Shields, il quale inizia a descrivere freneticamente a Pebbel le sue entusiastiche idee per un nuovo film. Amiel, Bartlow e la Lorrison restano in silenzio e si alzano per andarsene ma, usciti dall'ufficio di Pebbel, Georgia non riesce a fare a meno di ascoltare la conversazione da un apparecchio telefonico di derivazione. Dopo alcuni istanti, tutti e tre accostano l'orecchio al ricevitore, a poco a poco conquistati da quanto Shields sta descrivendo...

## Il cast
Originariamente intitolato Tribute to a bad man (Omaggio a un uomo malvagio), il film era stato pensato inizialmente per Clark Gable, che poi lo rifiutò, lasciando il ruolo di Jonathan Shields a Kirk Douglas.
Si ritiene che il personaggio di Jonathan Shields sia ispirato al produttore David O. Selznick, di cui ricalca la tendenza alla megalomania, e al produttore-regista Val Lewton, celebre per le idee innovative e la creatività con cui realizzò alcuni film a basso costo entrati nella storia del cinema.
Il personaggio di Georgia Lorrison, interpretato da Lana Turner, è ispirato invece alla figura della sfortunata Diana Barrymore, figlia alcolizzata del leggendario attore teatrale e cinematografico John Barrymore.
Nella versione originale, la voce di George Lorrison che declama versi di Shakespeare, udibile attraverso le registrazioni discografiche conservate dalla figlia Georgia, è prestata dall'attore Louis Calhern.
Dick Powell era inizialmente destinato al ruolo del regista Fred Amiel, ma chiese e ottenne da Vincente Minnelli di poter interpretare invece lo sceneggiatore James Bartlow.

## Riconoscimenti
- 1953 - Premio Oscar
  - Miglior attrice non protagonista a Gloria Grahame
  - Migliore sceneggiatura non originale a Charles Schnee
  - Migliore fotografia a Robert Surtees
  - Migliore scenografia a Cedric Gibbons, Edward C. Carfagno, Edwin B. Willis e F. Keogh Gleason
  - Migliori costumi a Helen Rose
  - Nomination Miglior attore protagonista a Kirk Douglas
- 1953 - Golden Globe
  - Nomination Miglior attore non protagonista a Gilbert Roland
  - Nomination Miglior attrice non protagonista a Gloria Grahame

- 1954 - Premio BAFTA
  - Nomination Miglior film
- 1953 - Directors Guild of America
  - Nomination DGA Award a Vincente Minnelli
- 1952 - National Board of Review Award
  - Migliori dieci film
- 1953 - Writers Guild of America
  - Nomination WGA Award a Charles Schnee

Nel 1952 il National Board of Review of Motion Pictures l'ha inserito nella lista dei migliori dieci film dell'anno.
Nel 2002 è stato scelto per la conservazione nel National Film Registry della Biblioteca del Congresso degli Stati Uniti.